# Hector Degeorge
Antoine Hector Degeorge, né le 17 octobre 1841 à Paris et mort à Paris le 21 juin 1910, est un architecte français, père de Henri Degeorge, lui aussi architecte.

## Biographie
Il est le fils de François Xavier Degeorge (1798-1842), lui aussi architecte parisien. Il est admis en 1860 à l'École nationale supérieure des beaux-arts de Paris et est l'élève d'Hector Lefuel. Il reçoit son diplôme d'architecte en 1866 et entre en 1873 à l'Académie d'architecture. Il expose à plusieurs salons et expositions universelles parisiennes ses dessins concernant la restauration de bâtiment historiques, notamment l'abbatiale de Vézelay. Il est primé à l'Exposition des projets scolaires au Trocadéro en 1882 et réalise plusieurs bâtiments scolaires. Il est également membre de l'Association Taylor en 1875 (aujourd'hui Fondation Taylor) et est reçu  officier d'Académie le 26 juin 1909. Il a deux fils, Maurice Degeorge (1869-ap.1938), ingénieur à Paris, et Henri René Degeorge (1873-1941) architecte à Paris.

## Réalisations
- En 1874, il conçoit les plans des bâtiments de la nouvelle École Monge (devenue ensuite le lycée Carnot). La construction est réalisée entre 1875 et 1877 avec la collaboration de Gustave Eiffel, qui se charge des charpentes métalliques[3]. L'école est prévue pour accueillir 500 élèves (dont la moitié est interne). Lors de l'inauguration, Le Monde Illustré décrit l’École Monge comme « révolutionnaire » ; pour le Paris-Parisien, elle représente alors « le dernier mot du progrès comme installation et pédagogie »[4].
- Le collège de Gray (Haute-Saône)
- 1869,  siège de la Banque franco-égyptienne, 3 et 5 rue Saint-Georges  (9e arrondissement de Paris), aujourd'hui détruit[5].
- 1882-1885, hôtel particulier au no 27 bis avenue de Villiers (17e arrond. de Paris). Hôtel construit pour Ernest  May, directeur  de  la  Banque  franco-égyptienne et collectionneur  d’art.
- 1892-1895,  l'hôpital des Dames françaises de la Croix-Rouge, aujourd'hui hôpital Henry Durart (?)[6].
- 1883, au no 13 rue Jacques-Bingen (17e arrond. de Paris), hôtel particulier pour Edgar Roper dans un style néo-gothique[7].
- 1907, l'école Monceau (8e arrond. de Paris)
- des immeubles de rapport et hôtels particuliers à Paris.

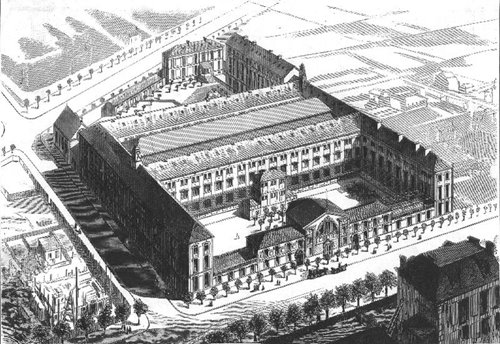
L’École Monge vers 1880.
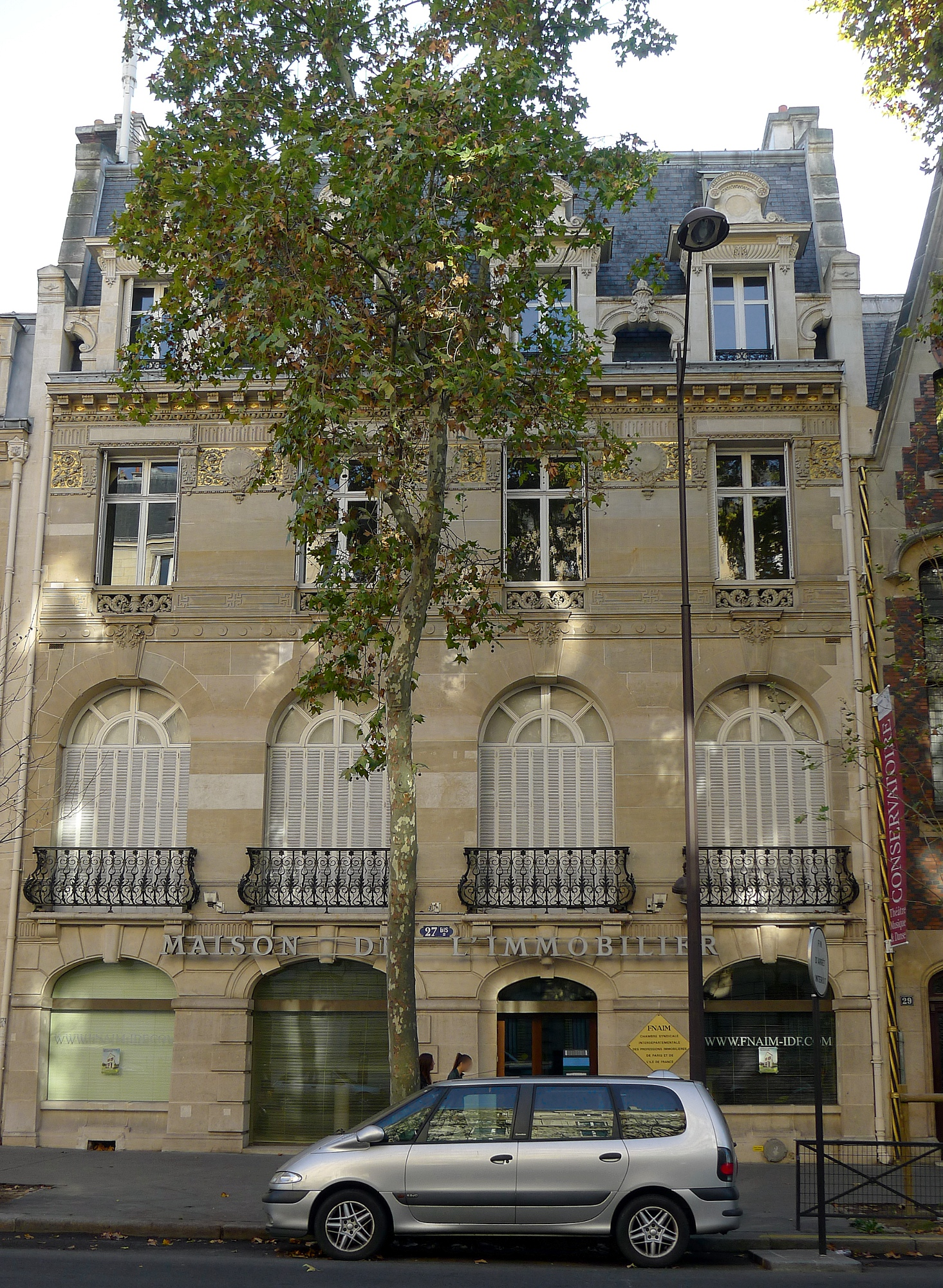
Hôtel particulier, no 27 bis avenue de Villiers.
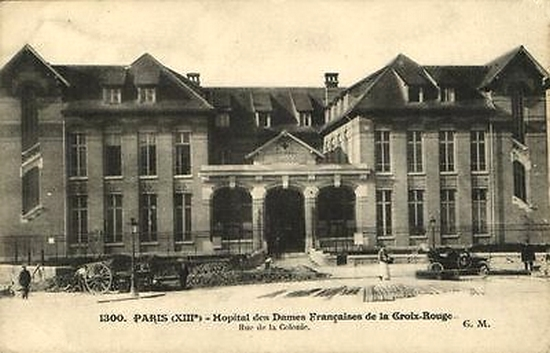
Hôpital « des Dames françaises de la Croix-Rouge », rue de la Colonie.
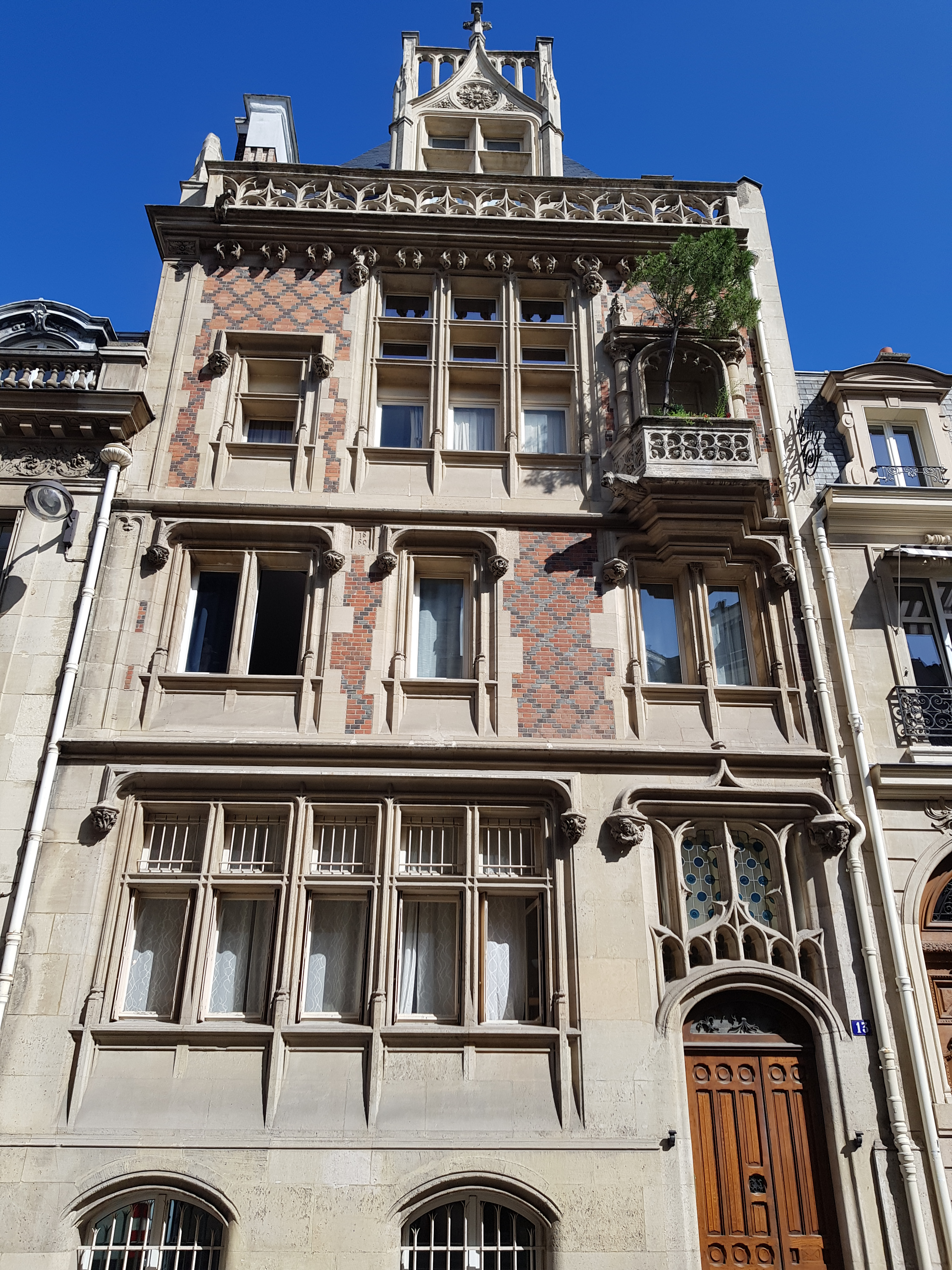
Hôtel particulier, no 13 rue Jean-Bingen.